# Мартин, Боб (кёрлингист)
Боб Ма́ртин (англ. Bob Martin) — английский кёрлингист.
В составе мужской сборной Англии участник двух чемпионатов мира (оба раза — десятое место) и четырёх чемпионатов Европы (лучший результат — пятое место в 1984). Четырёхкратный чемпион Англии среди мужчин.
Играл на позициях четвёртого, был скипом команды.

## Достижения
- Чемпионат Англии по кёрлингу среди мужчин: золото (1982, 1984, 1985, 1986).

## Команды
| Сезон   | Четвёртый  | Третий             | Второй        | Первый           | Турниры                                           |
| ------- | ---------- | ------------------ | ------------- | ---------------- | ------------------------------------------------- |
| 1981—82 | Боб Мартин | Ronald D. Thornton | John D. Kerr  | Michael Thompson | ЧЕ 1981 (9 место)                                 |
| 1981—82 | Боб Мартин | Ронни Брок         | Джон Браун    | Duncan Stewart   | ЧАМ 1982                                          |
| 1983—84 | Боб Мартин | Ронни Брок         | Иэн Куттс     | Duncan Stewart   | ЧАМ 1984                                          |
| 1984—85 | Боб Мартин | Ронни Брок         | Иэн Куттс     | Джон Браун       | ЧЕ 1984 (5 место) · ЧАМ 1985 · ЧМ 1985 (10 место) |
| 1985—86 | Боб Мартин | Ронни Брок         | Иэн Куттс     | Джон Браун       | ЧЕ 1985 (7 место)                                 |
| 1985—86 | Боб Мартин | Ронни Брок         | Робин Геммелл | Джон Браун       | ЧАМ 1986                                          |
| 1986—87 | Боб Мартин | Ронни Брок         | Робин Геммелл | Джон Браун       | ЧЕ 1986 (10 место)                                |
| 1986—87 | Боб Мартин | Ронни Брок         | Джон Браун    | Робин Геммелл    | ЧМ 1987 (10 место)                                |

(скипы выделены полужирным шрифтом)